# Карл-Фердинанд д'Артуа
Шарль (Карл)-Фердинанд, герцог Беррійський (24 січня 1778 Версаль — 14 лютого 1820, Париж) — французький принц з династії Бурбонів, другий син графа Карла д'Артуа (майбутнього короля Карла X) та Марії-Терези Савойської.

## Біографія
Народився 24 січня 1778 року у Версалі. Виховувався разом зі старшим братом герцогом Ангулемським.
З 1789 року — в еміграції у Турині.
З 1792 по 1797 рік служив в армії принца Конде, а потім — в російській.
З 1801 року жив у Великій Британії — то в Лондоні, то в Шотландії; вступив у морганатичний шлюб з молодою англійкою. Від цього шлюбу, не визнаного королем Людовиком XVIII, герцог Беррійський мав двох дочок, які згодом вийшли заміж за маркіза де Шаретт та принца де Фосіньї.
Повернувся до Франції під час Реставрації Бурбонів.
У 1815 році після отримання звісток про втечу Наполеона з острова Ельби та висадці його у Франції, герцог Беррійський був призначений головнокомандувачем французької армії та паризького гарнізону. У міру просування Наполеона до Парижу війська переходили на бік імператора, і герцог був змушений залишити Францію. Під час Ста днів перебував у Генті.

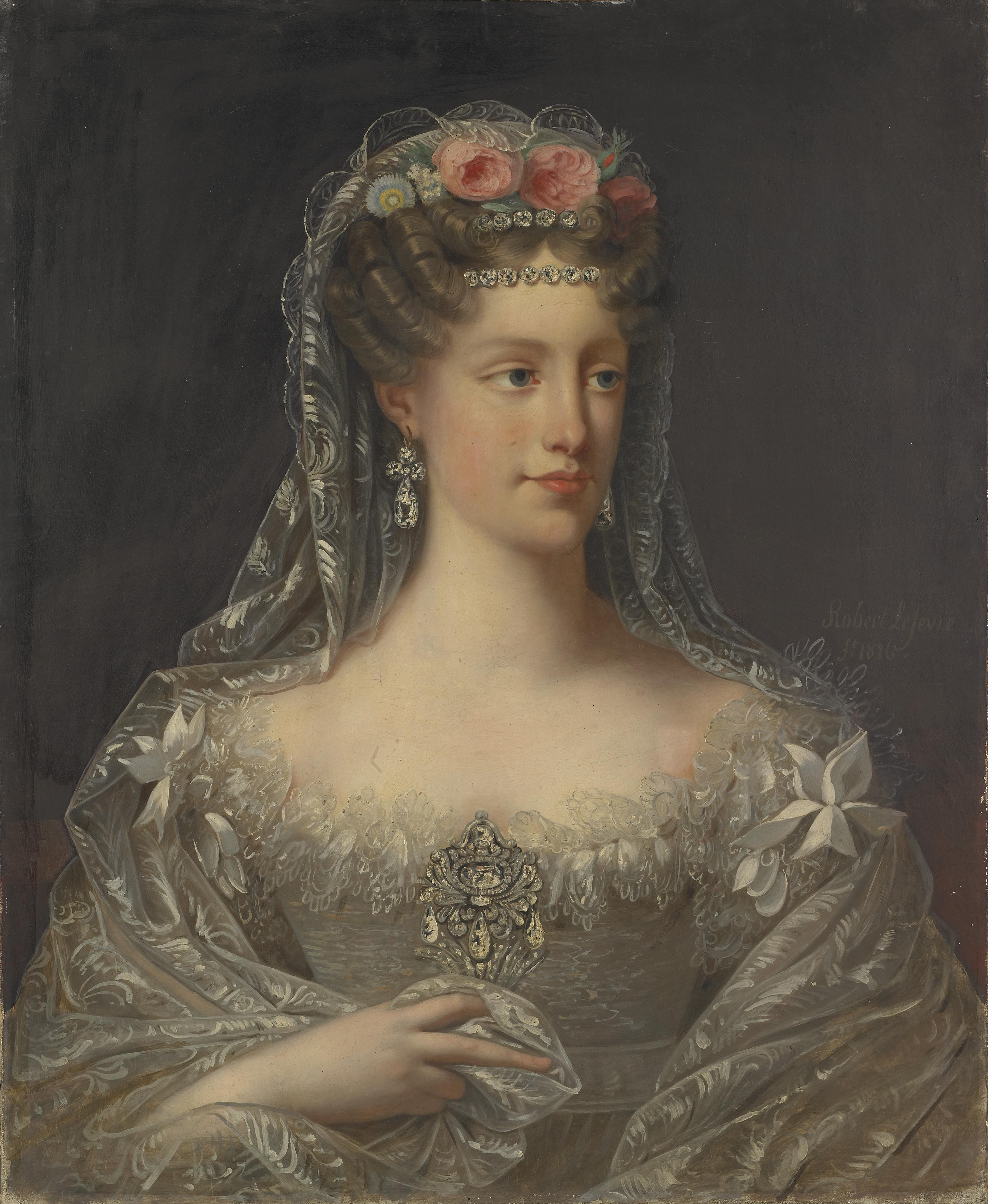
Марія Кароліна Неаполітанська

16 квітня 1816 року поєднався шлюбом з Марією-Кароліною Неаполітанською, дочкою короля Обох Сицилій Франциска I.
13 лютого 1820 року при виході з оперного театру, супроводжуючи дружину з опери до екіпажу, був смертельно поранений робітником Луї Лувелем (ножова рана) та помер наступного дня.
Похований у базиліці Сен-Дені.
Після вбивства герцога Беррійського, який залишив лише дочка Луїзу (1819–1864; згодом дружина герцога Карла III Пармского), як розраховував Лувель, старша лінія династії Бурбонів здавалася приреченою на вимирання. Однак 29 вересня 1820 року герцогиня-вдова народила посмертного сина, Генріха, герцога Бордоського, згодом відомого як граф де Шамбор та який претендував на французький престол у 1830 і 1873 роках.
Герцог Беррійський мав також кілька коханок та позашлюбних дітей. Зокрема, два позашлюбних сина, як і законний син Генріх, народилися після його смерті.

## Нагороди
- Орден Святого Духа (Франція) (від 31 травня 1789);
- Великий хрест ордена Почесного легіону (Франція);
- Великий хрест ордена Святого Людовика (Франція);
- Орден Лілії (Франція);
- Орден Золотого руна (Іспанія).

## Родина
Шарль-Фердинанд у шлюбі зі своєю дружиною, Марією Кароліною Бурбон-Сицилійською, мав 4 дітей, двоє з яких дожили до зрілого віку:
- Луїза Елізабет д'Артуа (13 липня 1817 – 14 липня 1817).
- Луї д'Артуа (народився і помер 13 вересня 1818).
- Луїза Марія Тереза д'Артуа (21 вересня 1819 – 1 лютого 1864); вийшла заміж за Карло III, князя Пармського.
- Анрі V (29 вересня 1820 – 24 серпня 1883); король Франції, одружився з архикнязівною Марією Терезією Габсбурґ-Есте.

Крім них, у Шарля-Фердинанда були позашлюбні нащадки:
- з Марі Булгорн, шотландською актрисою:
  - Марія де ла Булайе (1807 – ?), вийшла заміж за Анрі-Луї Берара. Дітей не було.
- з Емі Браун Фрімен (чиї доньки є єдиними позашлюбними нащадками, яких Шарль визнав на смертному одрі): 
  - Шарлотта Марія Августин де Бурбон, графиня д'Ісуден (13 липня 1808 – 13 липня 1886), вийшла заміж у 1823 році за Фердинанда де Фосіньї-Люсінге, принца де Люсінга. Мала 5 дітей.
  - Луїза Марія Шарлотта де Бурбон, графиня де В'єрзон (29 грудня 1809 – 26 грудня 1891), одружена в 1827 році з Шарлем-Атанасом де Шареттом, бароном де ла Контрі. Її син Атанас-Шарль-Марі Шаретт де ла Контрі був воєначальником і став генералом Франції.
- з Ежені Віргінією Орелі (1795 – 1875):
  - Шарль Луї Огюст Орелі де Кар’єре (4 березня 1815 – 30 серпня 1858), одружений у 1846 році на Елізабет Юган, від якої він мав сина Шарля, дітей не мав.
  - Фердинанд Ореле де Кар’єре (10 жовтня 1820 – 27 грудня 1876), одружений у 1860 році на Луїзі Ежені Ансель, від якої він мав доньку Леоні, яка одружилася і мала кількох дітей.
- з Марією Софією де Ла Рош (1795 – 1883): 
  - Фердинанд де Ла Рош (24 серпня 1817 – 24 грудня 1908), одружений у 1849 році на Клодін Габріель Клер де Баше де Мезіріак. Дітей не мав.
  - Шарль де Ла Рош (30 березня 1820 – 12 січня 1901), одружений у 1840 році на Жюлі Доле, з якою мав чотирьох дітей.
- з Луїзою Мелані Тіріфок (? – 1887):
  - Луїза Шарлотта Антуанетта Аглае Тіріфок (15 жовтня 1819 — 25 травня 1843), одружена в 1839 році з Гастоном дю Шарроном, графом дю Портей.
- з Люсі Коснефруа де Сент-Анж (1797 – 1870):
  - Алікс Мелані Коснефруа де Сент-Анж (16 вересня 1820 – 11 червня 1892).

## Генеалогія
| Людовик XV | Людовик XV | Людовик XV | Людовик XV | Людовик XV    | Людовик XV    |               |               | Марія Лещинська | Марія Лещинська | Марія Лещинська | Марія Лещинська | Марія Лещинська | Марія Лещинська |        |        | Август III Фрідріх | Август III Фрідріх | Август III Фрідріх | Август III Фрідріх | Август III Фрідріх      | Август III Фрідріх      |                         |                         | Марія Йозефа Австрійська | Марія Йозефа Австрійська | Марія Йозефа Австрійська | Марія Йозефа Австрійська | Марія Йозефа Австрійська | Марія Йозефа Австрійська |  |  | Карл Еммануїл III | Карл Еммануїл III | Карл Еммануїл III | Карл Еммануїл III | Карл Еммануїл III | Карл Еммануїл III |                   |                   | Поліксена Гессен-Рейнфельс-Ротенбурзька | Поліксена Гессен-Рейнфельс-Ротенбурзька | Поліксена Гессен-Рейнфельс-Ротенбурзька | Поліксена Гессен-Рейнфельс-Ротенбурзька | Поліксена Гессен-Рейнфельс-Ротенбурзька | Поліксена Гессен-Рейнфельс-Ротенбурзька |                        |                        | Філіп V                | Філіп V                | Філіп V | Філіп V | Філіп V                 | Філіп V                 |                         |                         | Ізабелла Фарнезе        | Ізабелла Фарнезе        | Ізабелла Фарнезе | Ізабелла Фарнезе | Ізабелла Фарнезе | Ізабелла Фарнезе |  |  |
| Людовик XV | Людовик XV | Людовик XV | Людовик XV | Людовик XV    | Людовик XV    |               |               | Марія Лещинська | Марія Лещинська | Марія Лещинська | Марія Лещинська | Марія Лещинська | Марія Лещинська |        |        | Август III Фрідріх | Август III Фрідріх | Август III Фрідріх | Август III Фрідріх | Август III Фрідріх      | Август III Фрідріх      |                         |                         | Марія Йозефа Австрійська | Марія Йозефа Австрійська | Марія Йозефа Австрійська | Марія Йозефа Австрійська | Марія Йозефа Австрійська | Марія Йозефа Австрійська |  |  | Карл Еммануїл III | Карл Еммануїл III | Карл Еммануїл III | Карл Еммануїл III | Карл Еммануїл III | Карл Еммануїл III |                   |                   | Поліксена Гессен-Рейнфельс-Ротенбурзька | Поліксена Гессен-Рейнфельс-Ротенбурзька | Поліксена Гессен-Рейнфельс-Ротенбурзька | Поліксена Гессен-Рейнфельс-Ротенбурзька | Поліксена Гессен-Рейнфельс-Ротенбурзька | Поліксена Гессен-Рейнфельс-Ротенбурзька |                        |                        | Філіп V                | Філіп V                | Філіп V | Філіп V | Філіп V                 | Філіп V                 |                         |                         | Ізабелла Фарнезе        | Ізабелла Фарнезе        | Ізабелла Фарнезе | Ізабелла Фарнезе | Ізабелла Фарнезе | Ізабелла Фарнезе |  |  |
|            |            |            |            |               |               |               |               |                 |                 |                 |                 |                 |                 |        |        |                    |                    |                    |                    |                         |                         |                         |                         |                          |                          |                          |                          |                          |                          |  |  |                   |                   |                   |                   |                   |                   |                   |                   |                                         |                                         |                                         |                                         |                                         |                                         |                        |                        |                        |                        |         |         |                         |                         |                         |                         |                         |                         |                  |                  |                  |                  |  |  |
|            |            |            |            | Людовік Дофін | Людовік Дофін | Людовік Дофін | Людовік Дофін | Людовік Дофін   | Людовік Дофін   |                 |                 |                 |                 |        |        |                    |                    |                    |                    | Марія Йозефа Саксонська | Марія Йозефа Саксонська | Марія Йозефа Саксонська | Марія Йозефа Саксонська | Марія Йозефа Саксонська  | Марія Йозефа Саксонська  |                          |                          |                          |                          |  |  |                   |                   |                   |                   | Віктор Амадей III | Віктор Амадей III | Віктор Амадей III | Віктор Амадей III | Віктор Амадей III                       | Віктор Амадей III                       |                                         |                                         |                                         |                                         |                        |                        |                        |                        |         |         | Марія Антонія Іспанська | Марія Антонія Іспанська | Марія Антонія Іспанська | Марія Антонія Іспанська | Марія Антонія Іспанська | Марія Антонія Іспанська |                  |                  |                  |                  |  |  |
|            |            |            |            | Людовік Дофін | Людовік Дофін | Людовік Дофін | Людовік Дофін | Людовік Дофін   | Людовік Дофін   |                 |                 |                 |                 |        |        |                    |                    |                    |                    | Марія Йозефа Саксонська | Марія Йозефа Саксонська | Марія Йозефа Саксонська | Марія Йозефа Саксонська | Марія Йозефа Саксонська  | Марія Йозефа Саксонська  |                          |                          |                          |                          |  |  |                   |                   |                   |                   | Віктор Амадей III | Віктор Амадей III | Віктор Амадей III | Віктор Амадей III | Віктор Амадей III                       | Віктор Амадей III                       |                                         |                                         |                                         |                                         |                        |                        |                        |                        |         |         | Марія Антонія Іспанська | Марія Антонія Іспанська | Марія Антонія Іспанська | Марія Антонія Іспанська | Марія Антонія Іспанська | Марія Антонія Іспанська |                  |                  |                  |                  |  |  |
|            |            |            |            |               |               |               |               |                 |                 |                 |                 |                 |                 |        |        |                    |                    |                    |                    |                         |                         |                         |                         |                          |                          |                          |                          |                          |                          |  |  |                   |                   |                   |                   |                   |                   |                   |                   |                                         |                                         |                                         |                                         |                                         |                                         |                        |                        |                        |                        |         |         |                         |                         |                         |                         |                         |                         |                  |                  |                  |                  |  |  |
|            |            |            |            |               |               |               |               |                 |                 |                 |                 | Карл X          | Карл X          | Карл X | Карл X | Карл X             | Карл X             |                    |                    |                         |                         |                         |                         |                          |                          |                          |                          |                          |                          |  |  |                   |                   |                   |                   |                   |                   |                   |                   |                                         |                                         |                                         |                                         | Марія Тереза Савойська                  | Марія Тереза Савойська                  | Марія Тереза Савойська | Марія Тереза Савойська | Марія Тереза Савойська | Марія Тереза Савойська |         |         |                         |                         |                         |                         |                         |                         |                  |                  |                  |                  |  |  |
|            |            |            |            |               |               |               |               |                 |                 |                 |                 | Карл X          | Карл X          | Карл X | Карл X | Карл X             | Карл X             |                    |                    |                         |                         |                         |                         |                          |                          |                          |                          |                          |                          |  |  |                   |                   |                   |                   |                   |                   |                   |                   |                                         |                                         |                                         |                                         | Марія Тереза Савойська                  | Марія Тереза Савойська                  | Марія Тереза Савойська | Марія Тереза Савойська | Марія Тереза Савойська | Марія Тереза Савойська |         |         |                         |                         |                         |                         |                         |                         |                  |                  |                  |                  |  |  |
|            |            |            |            |               |               |               |               |                 |                 |                 |                 |                 |                 |        |        |                    |                    |                    |                    |                         |                         |                         |                         |                          |                          |                          |                          |                          |                          |  |  |                   |                   |                   |                   |                   |                   |                   |                   |                                         |                                         |                                         |                                         |                                         |                                         |                        |                        |                        |                        |         |         |                         |                         |                         |                         |                         |                         |                  |                  |                  |                  |  |  |
|            |            |            |            |               |               |               |               |                 |                 |                 |                 |                 |                 |        |        |                    |                    |                    |                    |                         |                         |                         |                         |                          |                          |                          |                          | Шарль-Фердинанд          |                          |  |  |                   |                   |                   |                   |                   |                   |                   |                   |                                         |                                         |                                         |                                         |                                         |                                         |                        |                        |                        |                        |         |         |                         |                         |                         |                         |                         |                         |                  |                  |                  |                  |  |  |